# Saluta Rocks
Die Saluta Rocks sind eine Gruppe von Rifffelsen vor dem westlichen Ende Südgeorgiens. Sie liegen 1,5 km östlich des Laurie Point.
Lieutenant Commander John Miller Chaplin (1889–1977) benannte sie im Zuge der britischen Discovery Investigations als Mutt and Jeff. Der South Georgia Survey hielt diese Benennung im Zuge einer Vermessung zwischen 1955 und 1956 für irreführend, da es sich nicht nur um zwei Felsen handelt. Das UK Antarctic Place-Names Committee benannte sie 1958 nach dem Transportschiff Saluta, das lange Jahre für die South Georgia Whaling Company im Einsatz war.